# Ґріґоре Казакліу
Ґріґоре Казакліу (25 січня 1892, Кушелаука, округ Сорока (міжвоєнний період) — 27 грудня 1959, Бухарест) — румунський/молдовський політик, член Сфатул Церій, на той час студент.

## Сім'я
Родина Казакліу відіграла важливу роль у Великому Союзі; Іон Казакліу був дядьком Ґріґоре, а Володимир Казакліу — його братом. Володимир та Ґріґоре Казакліу — сини Александру та Євдохії Казакліу, мали брата Йоана та сестру Людмилу.

## Сфатул Церій
Ґріґоре Казакліу був членом Сфатул Церій, парламенту Молдови між 1917 і 1918 роками. 27 березня 1918 року Ґріґоре Казакліу проголосував за приєднання Бессарабії до Румунії. У складі «Крайової ради» обіймав посаду секретаря Конституційної комісії (1.07.1918 — 27.11.1918).
Він обирається в кілька законодавчих зборів від округу Сорока. За уряду Іона Бретіану — доктор Лупу був обраний віце-президентом Палати депутатів.
2 лютого 1939 р. призначений королівським резидентом Наддністровської землі, на якій перебував до 22 вересня 1940 р., коли було створено Комітет у справах біженців з Бессарабії та Північної Буковини.

## Галерея зображень

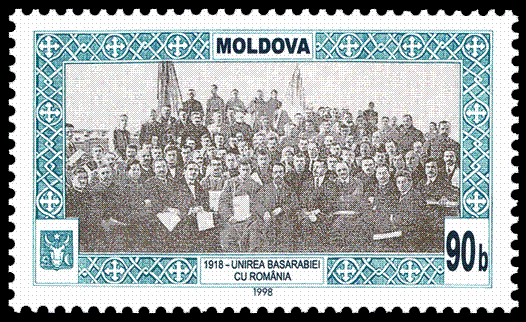
Марка Республіки Молдова 1998 року